# Warduhi Awetisjan
Warduhi Awetisjan (orm. Վարդուհի Ավէտիսյան; ur. 27 lutego 1986) – ormiańska pływaczka, uczestniczka igrzysk olimpijskich.
Awetisjan wzięła udział w jednej konkurencji pływackiej podczas XXVIII Letnich Igrzysk Olimpijskich w 2004 roku w Atenach. Na dystansie 100 metrów stylem klasycznym wystartowała w pierwszym wyścigu eliminacyjnym. Z czasem 1:18,87 zajęła w nim drugie miejsce, a ostatecznie, w rankingu ogólnym, uplasowała się na czterdziestym drugim miejscu.